# Dowlat Shāmlū
Dowlat Shāmlū (persiska: Dowlat Shānlū, دولت شاملو) är en ort i Iran.   Den ligger i provinsen Khorasan, i den nordöstra delen av landet, 700 km öster om huvudstaden Teheran. Dowlat Shāmlū ligger 881 meter över havet och antalet invånare är 363.
Terrängen runt Dowlat Shāmlū är kuperad västerut, men österut är den platt.Runt Dowlat Shāmlū är det ganska glesbefolkat, med 28 invånare per kvadratkilometer. Närmaste större samhälle är Jashnābād, 6,7 km sydost om Dowlat Shāmlū. Omgivningarna runt Dowlat Shāmlū är i huvudsak ett öppet busklandskap.